# Velká Fermatova věta

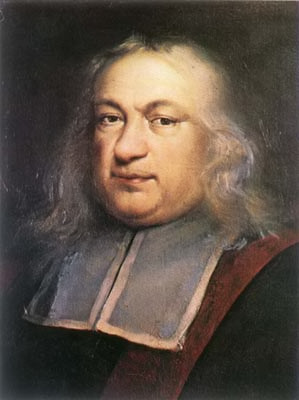
Pierre de Fermat

Velká Fermatova věta je jedna z nejslavnějších vět v historii matematiky. Zní takto:
Neexistují celá kladná čísla x, y, z a n, kde n > 2, pro která {\displaystyle x^{n}+y^{n}=z^{n}}.
Větu si v 17. století francouzský matematik Pierre de Fermat poznamenal na okraj knihy v této podobě:
Cubum autem in duos cubos, aut quadrato-quadratum in duos quadrato-quadratos, et generaliter nullam in infinitum ultra quadratum potestatem in duos eiusdem nominis fas est dividere cuius rei demonstrationem mirabilem sane detexi. Hanc marginis exigitas non caperet.
(Je nemožné rozdělit krychli do dvou krychlí, či čtvrtou mocninu do dvou čtvrtých mocnin, nebo obecně jakoukoli mocninu vyšší než druhou do dvou stejných mocnin. Objevil jsem opravdu tak podivuhodný důkaz, že tento okraj je příliš malý, aby se do něj vešel.)
Uvedený důkaz ovšem nebyl v jeho pozůstalosti objeven – víme, že Fermat našel důkaz pro mocnitel čtyři, ale nejspíše nikoli pro jiné exponenty. Elementárně lze zjistit, že větu stačí dokázat „jen“ pro všechny prvočíselné mocnitele a čtyřku.
Během následujících staletí se podařilo dokázat některé další zvláštní případy věty (např. Leonhard Euler dokázal případ s mocnitelem 3), do poloviny 19. století se podařilo dokázat větu i pro mocnitele 5 a 7. V polovině 19. století dokázal německý matematik Ernst Kummer větu, je-li exponent tzv. regulární prvočíslo (nejnižší exponent, pro který nebyla věta dokázána, tak stoupl na 37).
Definitivní důkaz pokrývající Fermatovo tvrzení v celé jeho obecnosti získal britský matematik Andrew Wiles až roku 1994 a jedná se o jeden z nejsložitějších důkazů v historii matematiky. Přestože sama Velká Fermatova věta nemá pro matematiku zásadní význam, důkaz, který Andrew Wiles vytvořil, je neocenitelný pro celý matematický svět. Kvůli důkazu muselo být sjednoceno mnoho matematických myšlenek a teorií a ještě více muselo být vytvořeno. A právě řada těchto postupů si uplatnění v moderní vědě našla a umožnila další výzkumy. Andrew Wiles dal také matematickému světu novou naději, když dokázal Tanijamovu–Šimurovu domněnku, která spojuje eliptické křivky a modulární formy, což jsou dvě odvětví matematiky s naprosto různými principy a přístupy k problémům, avšak při bližším pohledu vykazují mnohé spojitosti a společné vlastnosti. Tím, že Wiles dokázal, že modulární formy a eliptické křivky jsou ekvivalentní, a tedy dokázal i Tanijamovu–Šimurovu domněnku, dal matematikům šanci na splnění Langlandsova programu – tedy vytvoření velké sjednocené matematiky.
O Fermatově problému a jeho řešení byla do češtiny přeložena kniha Simona Singha Velká Fermatova věta.

## Nástin důkazu
Andrew Wiles nedokázal Velkou Fermatovu větu přímo. Namísto toho dokázal následující tvrzené:
Každá semistabilní eliptická křivka nad racionálními čísly je modulární.
Toto tvrzení tvoří část Tanijamovy–Šimurovy domněnky (dnes známé jako teorém o modularitě). Díky dřívějším výsledkům Gerharda Freye, Kennetha Ribeta a dalších se ukázalo, že pravdivost tohoto tvrzení implikuje pravdivost Velké Fermatovy věty.

### Kroky důkazu
1. Freyova křivka: Pokud by existovalo řešení {\displaystyle x^{n}+y^{n}=z^{n}} pro {\displaystyle n>2}, pak by šla zkonstruovat Freyova křivka, která je semistabilní
2. Ribetův teorém (1986): Ukazuje, že taková Freyova křivka nemůže být modulární.
3. Wilesův důkaz (1994): Dokazuje, že všechny semistabilní eliptické křivky nad racionálními čísly jsou modulární.
4. Spor: Pokud by tedy existovalo řešení Fermatovy rovnice, vedlo by to k existenci semistabilní eliptické křivky, která není modulární — což je v rozporu s Wilesovým důkazem.

## V populární kultuře
- Karel Matěj Čapek-Chod napsal povídku se zvláštním jménem xn + yn = zn. Popisuje příběh učitele Maxe Hlouby, který se snaží dokázat Velkou Fermatovu větu.
- Zmínka o Velké Fermatově větě se objevila v seriálu Simpsonovi ve Speciálním čarodějnickém díle VI (epizoda S7E06) v části nazvané Homer 3D. Další referenci můžeme nalézt v díle Kouzelník z Evergreen Terrace (epizoda S10E02).
- Další citace věty se objevuje v seriálu Star Trek – The Next Generation (epizoda S02E12). Za povšimnutí stojí, že postavy seriálu o Velké Fermatově větě mluví jako o nevyřešené hádance, přičemž seriál se odehrává ve 24. století n. l. (epizoda ovšem byla natočena v roce 1989). Seriál Star Trek – Voyager už o větě hovoří jako o dokázané, a srovnává přístup jedné z vystupujících postav s Wilesovým důkazem.
- Věta je rovněž součástí druhého dílu trilogie Stiega Larssona Milénium – Dívka, která si hrála s ohněm.[5]
- S Fermatovou větou se pracuje i v divadelní hře Toma Stopparda Arkádie.
- Arthur C. Clarke ve svém románu Poslední teorém pojednává o studentovi matematiky ze Srí Lanky, který našel důkaz Fermatovy věty založený na poznatcích z Fermatovy doby.
- „Pravým“ důkazem se prokáže Jedenáctý Doktor v 1. epizodě 5. série seriálu Pán času (Doctor Who).
- Autor důkazu je rovněž zmiňován ve španělské detektivce Kdo vraždí v Oxfordu od Guillerma Martinese.
- Mirko Rokyta, Jiří Rákosník a Luboš Pick přeložili knihu Velká Fermatova věta v roce 2000 do češtiny. Kniha mimo jiné pojednává o životech a cestách matematiků.[3]